# كلاريندا
كلاريندا (بالإنجليزية: Clarinda, Iowa)‏ هي مدينة تقع في ولاية آيوا في الولايات المتحدة. تبلغ مساحة هذه المدينة 13.52 (كم²)، وترتفع عن سطح البحر 318 م، بلغ عدد سكانها 5572 نسمة في عام 2012 حسب إحصاء مكتب تعداد الولايات المتحدة.

## التركيبة السكانية
قام مكتب تعداد الولايات المتحدة بتحديد بيانات التركيبة السكانية لكلاريندافي تعداد الولايات المتحدة. في ما يلي، التركيبة السكانية حسب تعدادي 2000 و2010.

### تعداد عام 2000
بلغ عدد سكان كلاريندا 5,690 نسمة بحسب تعداد عام 2000، وبلغ عدد الأسر 2,017 أسرة وعدد العائلات 1,246 عائلة مقيمة في المدينة. في حين سجلت الكثافة السكانية 1,096.1 نسمة لكل ميل مربع (423.2/كم2). وبلغ عدد الوحدات السكنية 2,188 وحدة بمتوسط كثافة قدره 421.5 نسمة لكل ميل مربع (162.7/كم2).
وتوزع التركيب العرقي للمدينة بنسبة 92.02% من البيض و 0.65% من الأمريكيين الأصليين و 1.09% من الأمريكيين ذوي الأصول الآسيوية و 0.04% من سكان جزر المحيط الهادئ و 4.62% من الأمريكيين الأفارقة و 1.07% من عرقين مختلطين أو أكثر.
بلغ عدد الأسر 2,017 أسرة كانت نسبة 27.5% منها لديها أطفال تحت سن الثامنة عشر تعيش معهم، وبلغت نسبة الأزواج القاطنين مع بعضهم البعض 49.4% من أصل المجموع الكلي للأسر، ونسبة 9.8% من الأسر كان لديها معيلات من الإناث دون وجود شريك، وكانت نسبة 38.2% من غير العائلات. تألفت نسبة 34.7% من أصل جميع الأسر من أفراد ونسبة 18.0% كانوا يعيش معهم شخص وحيد يبلغ من العمر 65 عاماً فما فوق. وبلغ متوسط حجم الأسرة المعيشية 2.83، أما متوسط حجم العائلات فبلغ 2.21.
بلغ العمر الوسطي للسكان 38 عاماً. وكانت نسبة 9.3% بين الثامنة عشر والأربعة وعشرون عاماً، ونسبة 29.8% كانت واقعةً في الفئة العمرية ما بين الخامسة والعشرون حتى والأربعة وأربعون عاماً، ونسبة 19.5% كانت ما بين الخامسة والأربعون حتى الرابعة والستون، ونسبة 19.3% كانت ضمن فئة الخامسة والستون عاماً فما فوق. يوجد لكل 100 أنثى 121.7 ذكر، ويوجد لكل 100 أنثى في الثامنة عشر من عمرها فما فوق 122.2 ذكر.
بلغ متوسط دخل الأسرة في المدينة 35,871 دولار، أما متوسط دخل العائلة فبلغ 43,654 دولار. وكان متوسط دخل الذكور 35,061 دولار مقابل 23,635 دولار للإناث. وسجل دخل الفرد الخاص بالمدينة 15,136 دولار. وكانت نسبة 9.9% من العائلات ونسبة 16.3% من السكان تحت خط الفقر، وكان من هؤلاء نسبة 18.2% تحت سن الثامنة عشر ونسبة 6.6% في الخامسة والستين من العمر وما فوق.

### تعداد عام 2010
بلغ عدد سكان كلاريندا 5,572 نسمة بحسب تعداد عام 2010، وبلغ عدد الأسر 1,928 أسرة وعدد العائلات 1,153 عائلة مقيمة في المدينة. في حين سجلت الكثافة السكانية 1,073.6 نسمة لكل ميل مربع (414.5/كم2). وبلغ عدد الوحدات السكنية 2,180 وحدة بمتوسط كثافة قدره 420.0 لكل ميل مربع (162.2/كم2).
وتوزع التركيب العرقي للمدينة بنسبة 89.2% من البيض و 1.1% من الأمريكيين الأصليين و 1.5% من الأمريكيين ذوي الأصول الآسيوية و 0.1% من سكان جزر المحيط الهادئ و 5.6% من الأمريكيين الأفارقة و 1.7% من عرقين مختلطين أو أكثر.
بلغ عدد الأسر 1,928 أسرة كانت نسبة 26.1% منها لديها أطفال تحت سن الثامنة عشر تعيش معهم، وبلغت نسبة الأزواج القاطنين مع بعضهم البعض 45.3% من أصل المجموع الكلي للأسر، ونسبة 10.2% من الأسر كان لديها معيلات من الإناث دون وجود شريك، بينما كانت نسبة 4.4% من الأسر لديها معيلون من الذكور دون وجود شريكة وكانت نسبة 40.2% من غير العائلات. وبلغ متوسط حجم الأسرة المعيشية 2.80، أما متوسط حجم العائلات فبلغ 2.19.
بلغ العمر الوسطي للسكان 40 عاماً. وكانت نسبة 21.1% من القاطنين تحت سن الثامنة عشر، وكانت نسبة 8.9% بين الثامنة عشر والأربعة وعشرون عاماً، ونسبة 26.4% كانت واقعةً في الفئة العمرية ما بين الخامسة والعشرون حتى والأربعة وأربعون عاماً، ونسبة 25.6% كانت ما بين الخامسة والأربعون حتى الرابعة والستون، ونسبة 18% كانت ضمن فئة الخامسة والستون عاماً فما فوق. وتوزع التركيب الجنسي للسكان بنسبة 57.6% ذكور و42.4% إناث.

## معرض صور

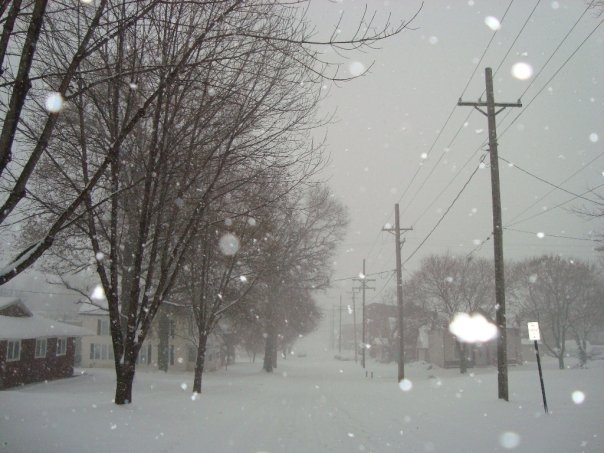
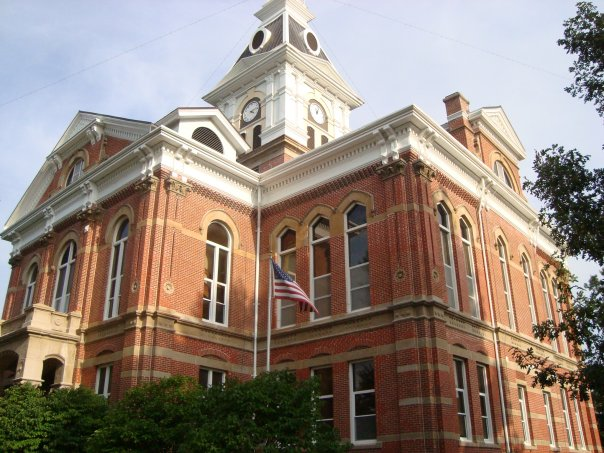
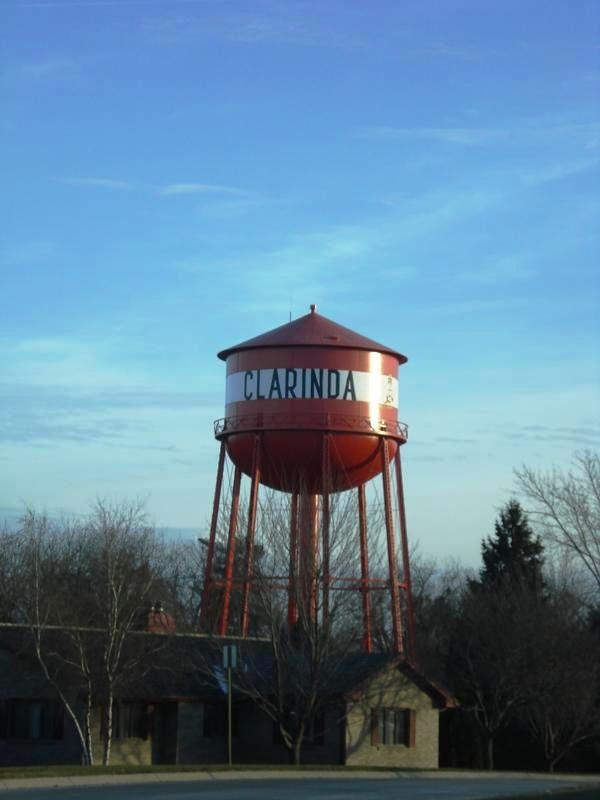